# Hexurella apachea
Espèce
Hexurella apachea est une espèce d'araignées mygalomorphes de la famille des Hexurellidae.

## Distribution
Cette espèce est endémique d'Arizona aux États-Unis,. Elle se rencontre dans les montagnes Chiricahua et les Santa Rita Mountains.

## Description
Le mâle holotype mesure 3,3 mm et la femelle paratype 3,25 mm.

## Systématique et taxinomie
Cette espèce a été décrite par Gertsch et Platnick en 1979.

## Publication originale
- Gertsch & Platnick, 1979 : « A revision of the spider family Mecicobothriidae (Araneae, Mygalomorphae) » American Museum Novitates, no 2687, p. 1-32 (texte intégral).